# Tohoku Mathematical Journal
Pour les articles homonymes, voir TMJ.
Le Tohoku Mathematical Journal est une revue de recherche mathématique publiée par l'université du Tōhoku au Japon.

## Histoire
La revue a été fondée en août 1911 par Tsuruichi Hayashi (en) (1873–1935), qui a financé sur ses fonds propres cette revue qui est la première revue de recherche exclusivement consacrée aux mathématiques au Japon. D'autres membres de la faculté du College of Science ont apporté leurs contributions les premières années : Matsusaburô Fujiwara, Tadahiko Kubota, Kinnosuke Ogura en mathématiques, ainsi que Jun Ishiwara en physique. Hayashi a été motivé par le constat de pauvreté de l'état des mathématiques à l'époque. Seule la revue Proceedings of Tokyo Mathematico-physical Society publiait alors des articles mathématiques, avec une moyenne d'une douzaine par an.
En raison de la Seconde Guerre mondiale la publication de la revue s'arrête en 1943 avec le volume 49. La publication a repris en 1949 avec une numérotation des volumes commençant de nouveau à 1. Afin de permettre de faire la distinction entre les volumes portant des numéros identiques, les volumes de la première édition de la période sont indiqués comme faisant partie d'une première série alors que les volumes suivants sont apparentés à une seconde série.
Avant le volume 51 de la seconde série, la revue a porté le nom de Tôhoku Mathematical Journal, avec un accent circonflexe au-dessus de la deuxième lettre de Tohoku.

## Sélection d'articles
L'article « Sur le point pour lequel la somme des distances de n points donnes est minimum » décrit l'algorithme de Weiszfeld pour trouver la médiane géométrique
L'article « Sur quelques points d'algèbre homologique », souvent cité comme l'« article Tohoku » ou simplement « Tohoku », introduit les axiomes des catégories abéliennes.
L'article « On differentiable manifolds with certain structures which are closely related to almost contact structure » signe l'introduction des variétés de Sasaki (en).
L'article « Über mathematische Kampfspiele » annonce le théorème de Sprague-Grundy en théorie des jeux combinatoires.
Mituhisa Takasaki introduit dans « Abstractions of symmetric functions » une structure algébrique qui aboutira aux Racks and quandles (en).